# Київ у литовсько-польську добу
Лито́всько-по́льська доба́ в істо́рії Ки́єва охоплює період від середини XIV до середини XVII століття. У часи пізнього середньовіччя соціально-економічний і політичний розвиток Києва визначався монгольською навалою середини XIII століття, а також дальшими, майже щорічними нападами ординських ханів на землі Київщини. А відтак перебуванням міста в складі Великого князівства Литовського і Речі Посполитої. Складний характер міського життя в Києві був наслідком прикордонного географічного розташування міста. Проте Київ не втратив значення важливого торгово-економічного і культурного центру українських земель.

## Історія

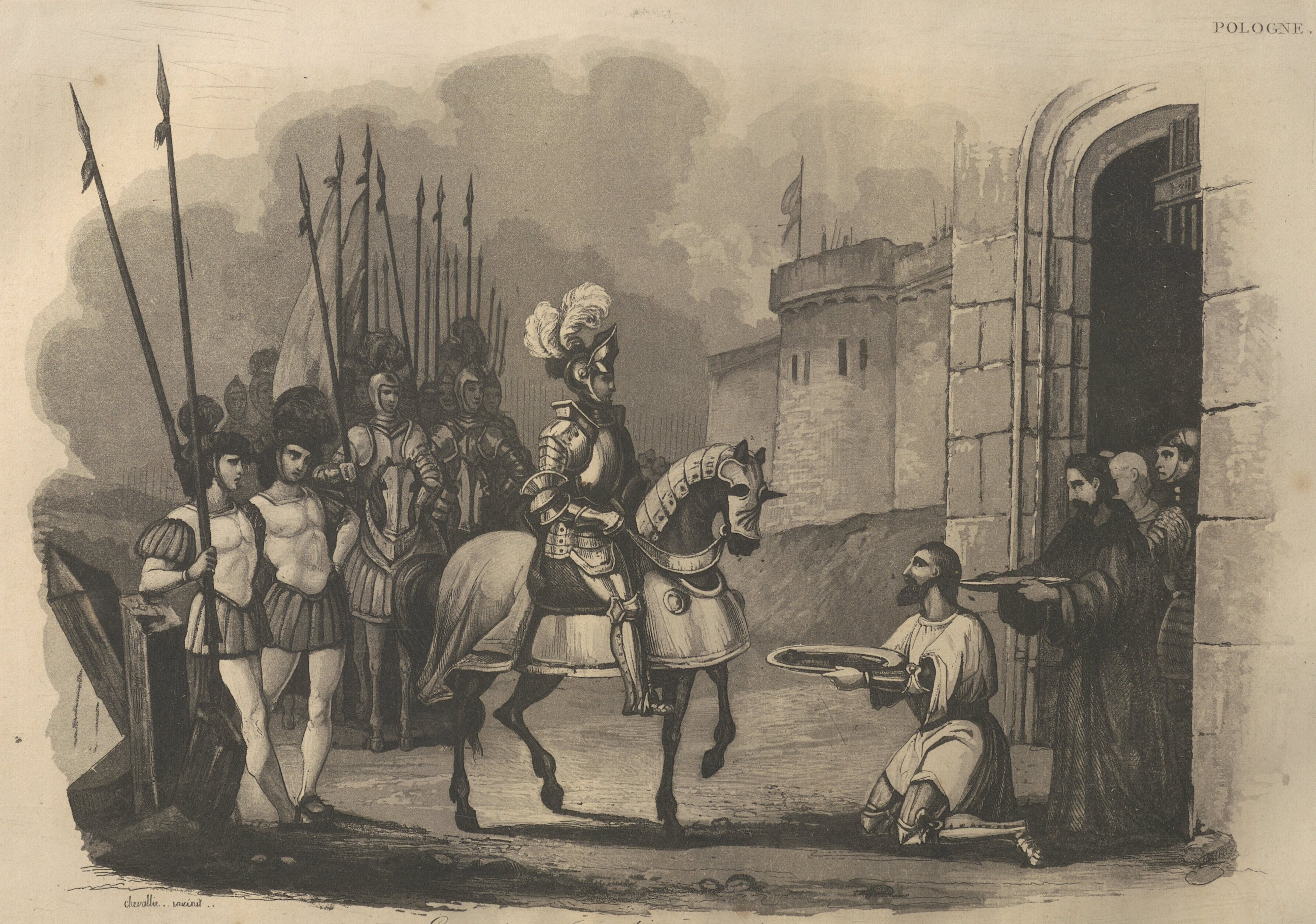
В'їзд Ґедиміна до Києва

У 1320-х розпочалось «оксамитове» литовське проникнення на землі колишньої Київської Русі. Зокрема Київ в 1321 внаслідок перемоги Ґедиміна в битві на річці Ірпінь на 10 років потрапляє в залежність від Литовського князівства. Того ж 1321 року шляхом відділення від влади Любушського єпископа була заснована Київська католицька кафедра, яку очолив домініканець Генрик. Скориставшись феодальними усобицями в середині Золотої Орди кінця 1350-х, розгромивши татарське військо на Синіх Водах, у 1361-1362 князь Ольгерд приєднує Київщину до складу Великого князівства Литовського і ставить у Києві свого сина — Володимира.
Володимир Ольгердович був київським князем у 1362-1394. Територія Київського князівства часів Володимира Ольгердовича поширювалася на землі Київщини, Чернігівщини, частини Полісся. До його складу входили міста Житомир, Вручій, Турів, Могильов, Брянськ, Трубчевськ, Новгород-Сіверський, Курськ, Чернігів, Рильськ, Путивль, Корсунь, Переяслав тощо. Володимир провадив політику, спрямовану на самостійність Київського князівства, висловлював інтереси місцевих світських і церковних феодалів. У цей час було збудовано Київський замок, київський князь карбував власну монету. У цей період кочовики майже не з'являлись у Київській землі. Це сприяло розвитку сільського господарства, торгівлі та ремесла Наддніпрянщини і Києва зокрема.
З огляду на складне геополітичне становище Литовського князівства в 1385 між Литвою і Польщею укладена Кревська унія, за якою, шляхом династичного шлюбу литовського князя Ягайла і польської королеви Ядвіґи Анжуйської, Ягайло дістав титул короля Польщі, а Литва входила до складу Польської держави. Ці події спричинили появу литовсько-руської опозиції, яку очолив князь Вітовт. Збройний конфлікт 1389—1392 років між Великим князем Литовським Скиргайлом, якого підтримував Ягайло, та князем Вітовтом скінчився Острівською угодою 1392 року, за якою Вітовт став великим князем Литовським. Він проводив політику максимальної централізації Литовського князівства за підтримки Польщі.
На нараді в місті Белзі в 1392 вирішено ліквідувати удільні князівства на Руських землях шляхом обміну землями. Скиргайло віддав Вітовту власне Литву та Полоцьку землю. Натомість Скиргайло дістав Київську землю, а також частину Поділля й Волині.
Київський князь Володимир Ольгердович наприкінці 1394 дістав незначний уділ на Поліссі з містами Копил та Слуцьк.
Восени 1395 Скиргайло здійснив вдалий похід проти Золотої Орди, результатом якого стало приєднання Черкас і Звенигорода.
Після смерті в 1397 Скиргайла Вітовт став повним господарем Великого князівства Литовського, а Київською землею у 1397-1401 правив Іван Ольгимонтович Гольшанський.
В останні роки XIV століття Велике князівство Литовське стає найсильнішою державою Східної Європи.
Великий князь Вітовт очолював антиординську боротьбу. Київ став головним центром збору сил Вітовта і його союзників. Вітовт зміцнює оборонні споруди Києва. Було здійснено кілька походів проти Орди. 1401—1433 — князювання Гольшанських Андрія Івановича, Михайла Івановича. Активне втручання Вітовта у внутрішню політику Золотої Орди спричинило великий похід сил ординського еміра Едигея на Київську землю і сам Київ у 1416 році. Були захоплені Поділ, Верхнє місто, Київський замок встояв.

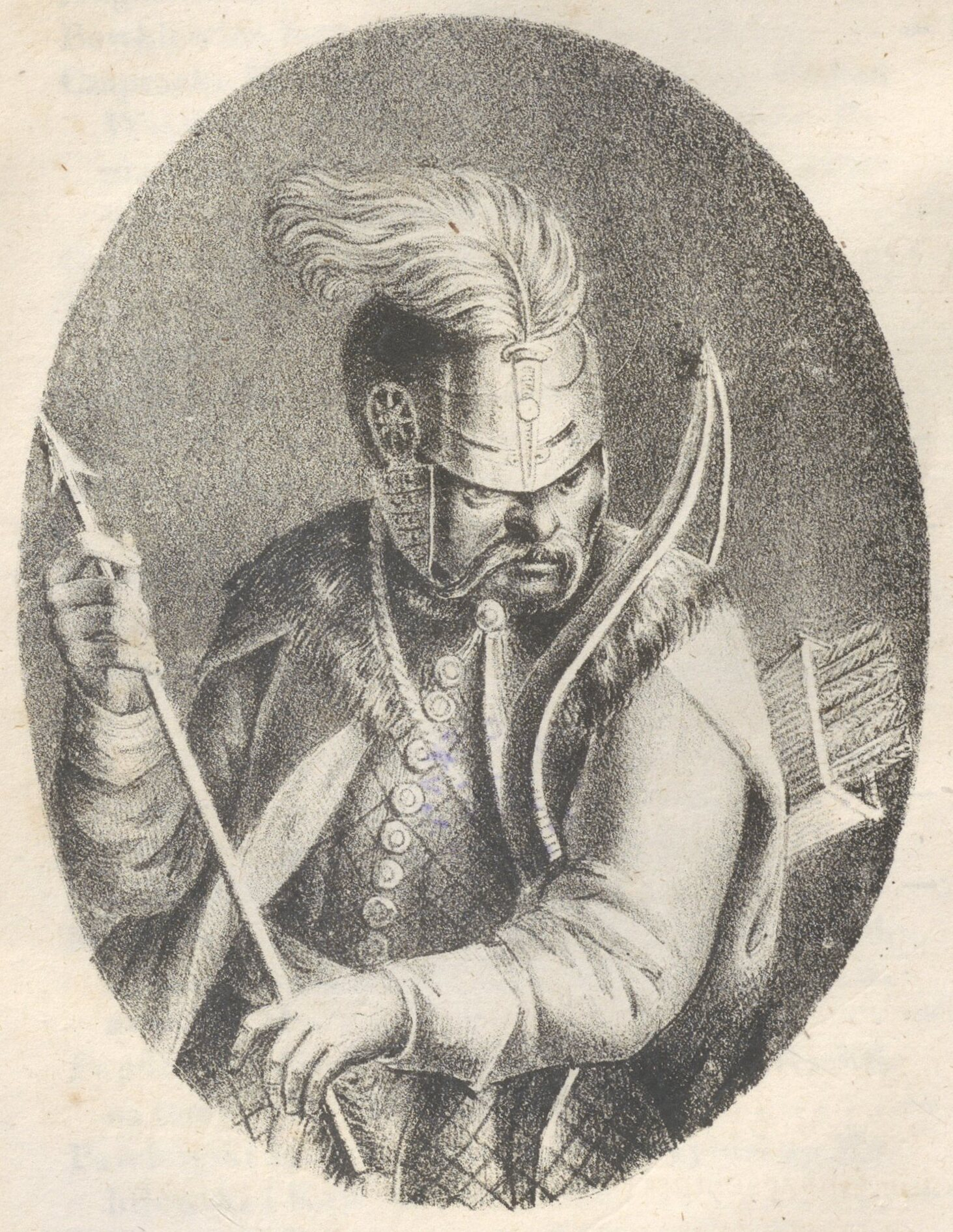
Свидригайло Ольгердович, Великий князь Литовський, Великий князь Руський

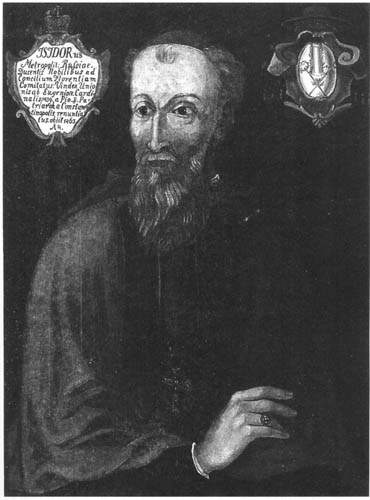
Ісидор, Митрополит Київський, Галицький і всієї Русі

Після смерті Вітовта в 1430 обраний великий литовський князь Свидригайло Ольгердович розпочав політику на розрив унії з Польщею й відновлення незалежності Великого князівства Литовського і Руського. Київ стає головною базою «руської партії» князя Свидригайла напередодні громадянської війни у Великому князівстві Литовському. Внаслідок цієї війни Київ, Сіверщина, Волинь, Поділля, Полоцьк, Смоленськ та інші руські землі об'єдналися у незалежне від Кракова і Вільна Велике князівство Руське і визнавали владу Свидригайла. У 1433—1435 в Києві князює Михайло Семенович Болобан, ставленик Свидригайла. 1435 року Свидригайло програв битву під Вількомиром, відтак були ліквідовані Велике князівство Руське та Київське князівство. 1436 року відбулося повстання киян, цього ж року київський воєвода Юрша розбив поблизу Києва литовські війська.

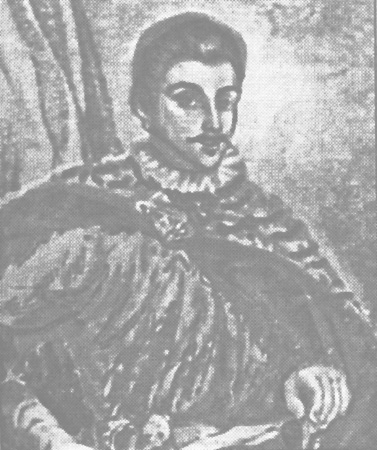
Семен Олелькович, останній Київський князь

У 1440 відновлене Київське князівство на чолі з князем Олельком Володимировичем з династії Гедиміновичів (Олельковичі). У часи правління князя Олелька Володимировича (1440-1455) і Семена Олельковича (1455-1470) князівство мало відносну самостійність. Відбулось економічне й культурне піднесення Києва, місто стало значним центром розвитку ремесла і торгівлі. В цей період (1470) відбулась відбудова і реставрація пам'яток мурованої архітектури давньоруського часу, зокрема Софійського собору й Успенського собору Києво-Печерського монастиря.
У Києві перебував після Фераро-Флорентійського собору, що був скликаний для укладання унії між західною та східною християнськими церквами, митрополит Ісидор вже у званні папського легата і кардинала. Київський князь Олелько прихильно поставився до Флорентійської унії, митрополит урочисто проголосив унію в Києві. Однак, хоч він не зустрів твердого опору, православні й далі уникали католицьких костелів.
Після смерті князя Семена Олельковича в 1471 великий князь литовський і король польський Казимир IV Ягеллончик скасував Київське князівство, перетворивши його на воєводство. У 1471 кияни виступили проти ліквідації князівства, спробували не допустити до міста Київського воєводи Мартина Гаштовта. У Київському замку розмістився постійний литовський гарнізон.
У 1481 князі на чолі з Михайлом Олельковичем змовились, щоб убити великого князя литовського Казиміра IV й відновити удільні князівства, насамперед Київське. Змова була викрита, а князь Михайло скараний на горло в Києві.
У 1458, після відокремлення Московської Церкви від церкви-матері Константинопольського патріархату, московські ієрархи втратили право носити титул Митрополит Київський. Номінальним центром Київської митрополії стає Київ, хоча митрополити часто продовжують перебувати в Новогрудку, колишньому місці перебування Митрополита Київського і Литовського. Митрополити носять титул Митрополит Київський, Галицький і всієї Руси, першим митрополитом з таким титулом стає Григорій II Болгаринович.
У 1482 Київ захопили й зруйнували війська кримськотатарського хана Менґлі Ґерая на прохання великого князя московського Івана III. Було зруйновано більшість старокиївських храмів. Софійський собор був пограбований. Кримський хан подарував московському князю золотий дискос і потір, які татари взяли із собору. Іван III провокував кримського хана й на подальші напади, які відбувалися наприкінці XV — початку XVI століття і сильно загальмували розвиток Києва.
У 1494-1497 великий князь литовський Олександр Ягеллончик надав Києву право на самоврядування (магдебурзьке право).
У 1508 відбулося повстання Михайла Глинського. Глинські закликали київських бояр відродити Київське князівство.
На початку XVI століття Київ був у центрі московсько-литовських війн. Збільшення загрози з боку Османської імперії в першій половині XVI століття спричинило проведення інтенсивних будівельних робіт на укріплення київського замку.
У 1569 на підставі Люблінської унії Київ і Київщина переходять до Корони Польської.
У 1559-1608 київським воєводою був Костянтин Василь Острозький, один із найзаможніших і найвпливовіших магнатів Великого Князівства Литовського у Речі Посполитій. Він мав великий авторитет серед православних, у 1560-х виступав за рівноправне входження Руси до складу державного утворення Речі Посполитої. Князь заснував Острозьку академію. Однак він несприятливо ставився до Києва, ігнорував накази сейму з укріплення київського замку. Це напевно було пов'язано з незалежністю київських містян, що користувалися магдебурзьким правом.
У 1571—1572 у Києві лютувала епідемія чуми.
У 1593 Київ захопили повстанці Косинського.
У 1596 православна Київська митрополія перейшла до унії з Римо-католицькою церквою за часів митрополита Михайла Рагози.
У 1596 Київ захопили козаки під час повстання Наливайка.
У 1615 київські православні містяни заснували Богоявленське братство, при якому відкрито братську школу.
У 1620 створено нову православну Київську митрополію Константинопольського патріархату. Київське братство дістало від Константинопольського патріарха статус самоврядної одиниці (ставропігії), незалежної від київського митрополита.
У 1632 засновано православну Києво-Могилянську колегію на взірець єзуїтських освітніх закладів.
Київські міщани були причетними до козацьких воєн під проводом Тараса Трясила в 1630 і Павла Бута в 1637—1638.
У 1649 Київ захопили козацькі війська у виру Хмельниччини. Богдан Хмельницький урочисто в'їхав до міста під схвальні вигуки киян і православного духовенства. Київ стає центром козацького Київського полку та сотні. У травні 1649 козаки вчинили жорстокий триденний погром шляхтичів, католицького духівництва, монастирів і костелів. Погром спровокував містянин Полегенький з оточення Хмельницького.
У 1651 Київ захопили війська литовського гетьмана Януша Радзивілла, який спалив Поділ.
4 червня 1652 один з козаків, що прихильно ставився до Адама Кисіля, таємно повідомив воєводу про поразку коронного війська під Батогом, радив швидко покинути Київ, що той зробив зразу вночі. Шляхтичі, що взнали це, поспішно покидали місто. Тих, хто не встиг вийти до полудня, з міста не випустили. Київ повернуто козакам.

## Історична топографія й адміністративний устрій

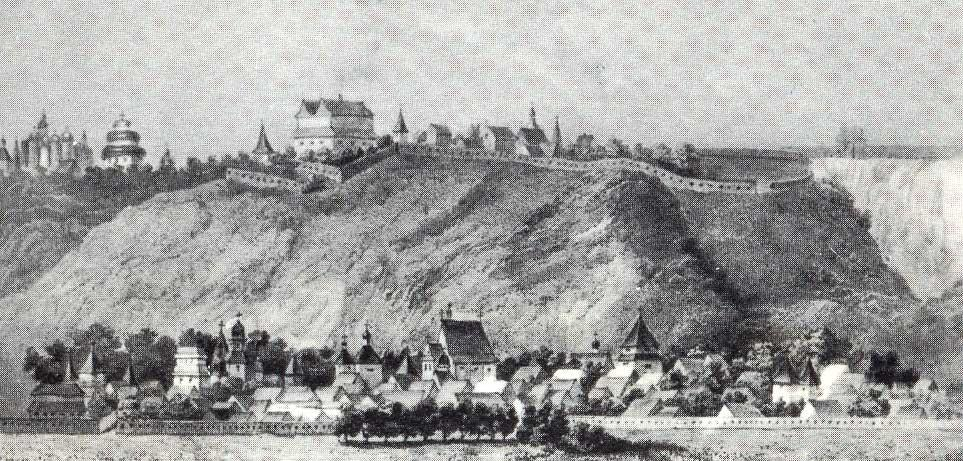
Київ на рисунку Вестерфельда (1651)

У XVI — першій половині XVII століть Київ мав звичайні для магдебурзьких міст елементи забудови і планувальної структури — замок, власне місто з ратушею в центрі, передмістя. Попри те тут склався своєрідний, відмінний від інших міст, просторовий поділ. У цей період Київ являв собою складну міську агломерацію. Основною її складовою частиною було місто магдебурзького права, яке лежало на Подолі. Поряд із ним агломерацію складали окремі території, які визначають як юридики: замкова територія юрисдикції київського воєводи і його уряду, численні церковні землі: Біскупщина — землі київського католицького єпископа (біскупа), землі Кирилівського, Печерського, Софійського, Михайлівського Золотоверхого, Михайло-Видубицького, Пустинно-Микільського, католицького Миколаївського домініканського монастиря. Також окрему територію з іншою юрисдикцією мала вірменська громада. Між міською громадою і воєводою та юридиками склалися напружені відносини, що проявлялися в численних судових розборках. Тривала також традиційна для Великого князівства Литовського і Речі Посполитої боротьба з приватними юридиками — посполитою шляхтою, міською нерухомістю.
Олена Попельницька зазначає про імовірність існування в цей період у Києві традиційного для середньовіччя поділу на парафії, зафіксованого в документах другої половини XVII століття. «Опис київського замку» 1552 р. і «Податковий тариф» 1570 р. зазначають «попівські» будинки Пречистенської (Успінської), Добро-Микільської, Притисько-Микільської, Демидівської, Воскресенської, Набережно-Микільської, Спаської, Борисоглібської, Білицької, Рождественської та Афанасіївської парафій. З 1611 року в джерелах не згадуються Демидівська, Білицька та Афанасіївська парафії. У 1632 році згадуються нові парафіяльні церкви — Василівська, Іллінська та Святодухівська. До середини XVII ст. деякі православні церкви і монастирі перебували у межах «замкової» юридики: Добро- та Притиско-Микільські, Василівська та Рождественська (ймовірно, і Воскресенська) церкви та Флорівський монастир.
Згідно з описом Ґ. де Боплана бл. 1640 року, православні Києва мали до 10 храмів, один з яких — Братська церква — знаходився коло ратуші. Католики мали в місті 4 храми: катедральний, домініканський (на ринку), бернардинський (під горою), єзуїтський («з недавніх пір»).

### Поділ

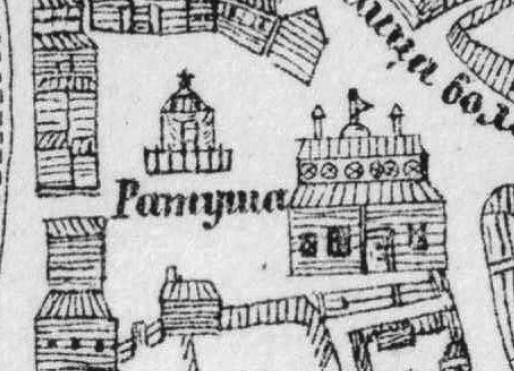
Іван Ушаков. Ратуша на фрагменті «Креслення міста Києва…», 1695

Петро Юрченко. Реконструкція вигляду ратуші з XVII століття

У литовсько-польську добу центральне місце в житті Києва посідав Поділ. Тут проживала більшість населення міста. Тут розташовувались ратуша, головний торг, міський собор, гавань, численні купецькі склади, торгові колонії з інших міст та земель. Київ у цей період не мав регулярно розпланованої прямокутно-модульної вуличної структури, притаманної містам із магдебурзьким планом. Після ординських спустошень і руйнувань Київ відновлювався на основі закладеного в давньоруські часи нерегулярного планування. Така хаотична забудова збереглась до великої пожежі 1811 року. Основні вулиці як і в більшості тодішніх міст сполучали Ринок, в'їзні брами і церкви. Центр міста — Ринок — лежав між Успенським собором і Братським монастирем. На центральній Ринковій площі стояла двоповерхова дерев'яна будівля київської ратуші. Внутрішній простір будівлі очевидно мав дві камери — «ізба судова» або «дім судовий», що була основною частиною і де проводились засідання ради й лави і «світлиця». Територія довкруги Ринку вважалася престижною для проживання. Тут мешкала міська еліта. Житлова забудова була дерев'яною, переважно одноповерховою. Основною одиницею забудови був двір, що складався з 1—3 житлових та різноманітних господарських будівель, кількість яких залежала від рівня заможності власників. Головним соборним храмом Києва в литовсько-польську добу була церква Успіння Божої Матері. Храм зведений 1135 року й реконструйований коштом міщан у XV столітті, а також 1613 року, коли італійський архітектор Себастьяно Бракі надав їй ренесансних форм. У соборі зберігався міський архів, торгові ваги та міри, ховали київський патриціат. При храмі діяли міський шпиталь і школа. На 1632 рік на Подолі також діяли 11 церков, 8 з яких стояли на території, підпорядкованій магістрату. Загальна площа Подолу проти давньоруського періоду значно зменшилась. З північного заходу межа міста проходила по лінії русла річки Глибочиці трохи на північ від сучасних вулиць Верхній Вал — Нижній Вал. Тут були укріплення у вигляді дерев'яного частоколу. З боку Дніпра укріплень не було. До Нижнього міста вели кілька доріг через в'їзні брами — з Верхнього міста двома узвозами, з Печерського містечка через Хрещатицьку браму, з урочищ Кожум'яки і Кудрявець через Кожум'яцьку браму, з боку Біскупського містечка, Кирилівського монастиря через Біскупську браму, з Межигірського монастиря через Воскресенську або Бидлогінну браму.

### Замок і замкова територія

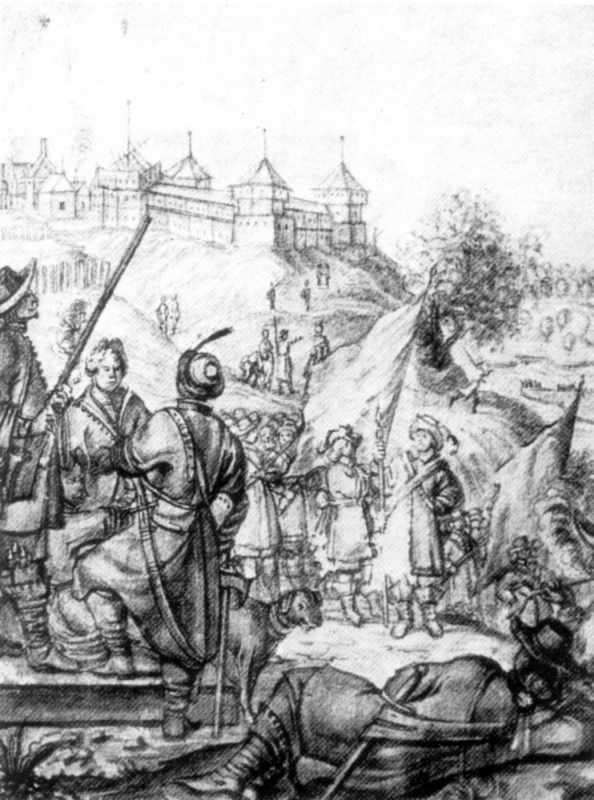
Київський замок на рисунку Вестерфельда (1651)

Після остаточного приєднання Києва до Великого князівства Литовського Володимир Ольгердович розпочинає будівництво київського замку на горі, що згодом і дістала назву Замкова. Там розміщувалась князівська резиденція. Після ліквідації Київського князівства замок мав бути наочним підтвердженням присутності центральної державної влади. В замку мали проживати київські воєводи або їхні намісники. При військовій загрозі тут переховувалось міське населення. Київський замок був потужною військовою фортецею, відігравав велику роль, маючи прикордонне розташування, а також у внутрішньополітичних змаганнях у Великому князівстві Литовському.
У середині XVI століття Київський замок являв собою з'єднані дерев'яні зруби завдовжки 4 сажні (бл. 8 м) і заввишки до 3—4 м. Частина зрубів засипались землею, а частина були порожніми, в яких облаштовувались різні службові приміщення і склади, житлові приміщення, де мешкав гарнізон фортеці. Також 1552 року королівські ревізори зафіксували в замку 16 будівель. У київському замку розміщувались монетний двір, лазня, кухня, пивоварня; було 3 православні й 1 католицька церкви. У випадку ворожого нападу тут могло переховуватись населення міста і навколишніх сіл. Фортеця мала 15 башт по три яруси, одна — чотирикутна, решта — шестикутні, на них розміщувались гармати. До замку можна було потрапити через дві брами — Воєводську і Драбську (Арабську), а також через невелику хвіртку. Головною брамою була Воєводська, що розташовувалась на півночі гори над будівлею сучасного Житнього ринку. На Воєводській надбрамній башті розміщувався великий годинник-куранти. Драбська брама розміщувалась на південному боці гори й виходила в район сучасного Андріївського узвозу. Перед нею пролягав рів, через який перекидався підйомний міст на двох ланцюгах.
Юрисдикції воєводи і замкового уряду підлягала частина території нижнього міста, що прилягала до Замкової гори, також землі біля річки Кудрявець, урочище Скольники і 11 сіл навколо Києва.

### Біскупщина і Домініканський монастир
На Подолі, в районі сучасної Притисько-Микільської вулиці розміщувався Миколаївський домініканський монастир із костелом святого Миколая. Монастир документально засвідчений у домонгольські часи. Кілька разів руйнувався. Зведена в 1600-х замість дерев'яної мурована будівля костелу, 1691 року перетворена в православну Петропавлівську церкву, зруйнована більшовиками в 1930-ті роки. Монастирю належали урочище «Хлопач» і 10 млинів на Нижньому Сирці. У першій половині XVII століття під Андріївською горою були засновані бернардинський монастир і резиденція єзуїтів.
1602 року розпорядженням Сигізмунда III було утворене Біскупське містечко, вилучивши для того з-під юрисдикції магістрату і замку частину території з населенням і передавши її київському латинському єпископу (біскупу). На чолі громади містечка стояв війт. На війта громада обирала чотири кандидатури, одну з яких далі затверджував біскуп. Територія Біскупщини поширювалась на урочища Глибочицьке, Кожум'яки, частину Гончарів, гору Щекавицю, частину Лук'янівського плато з Кудрявцем, також на територію «за Канавою» до річки Сирець, за якою починались землі Кирилівського монастиря. 1604 року латинський єпископ відняв митрополичий заміський будинок із садом у православного духівництва й збудував там замок. Неподалік сучасного Житнього ринку стояв кафедральний католицький костел.

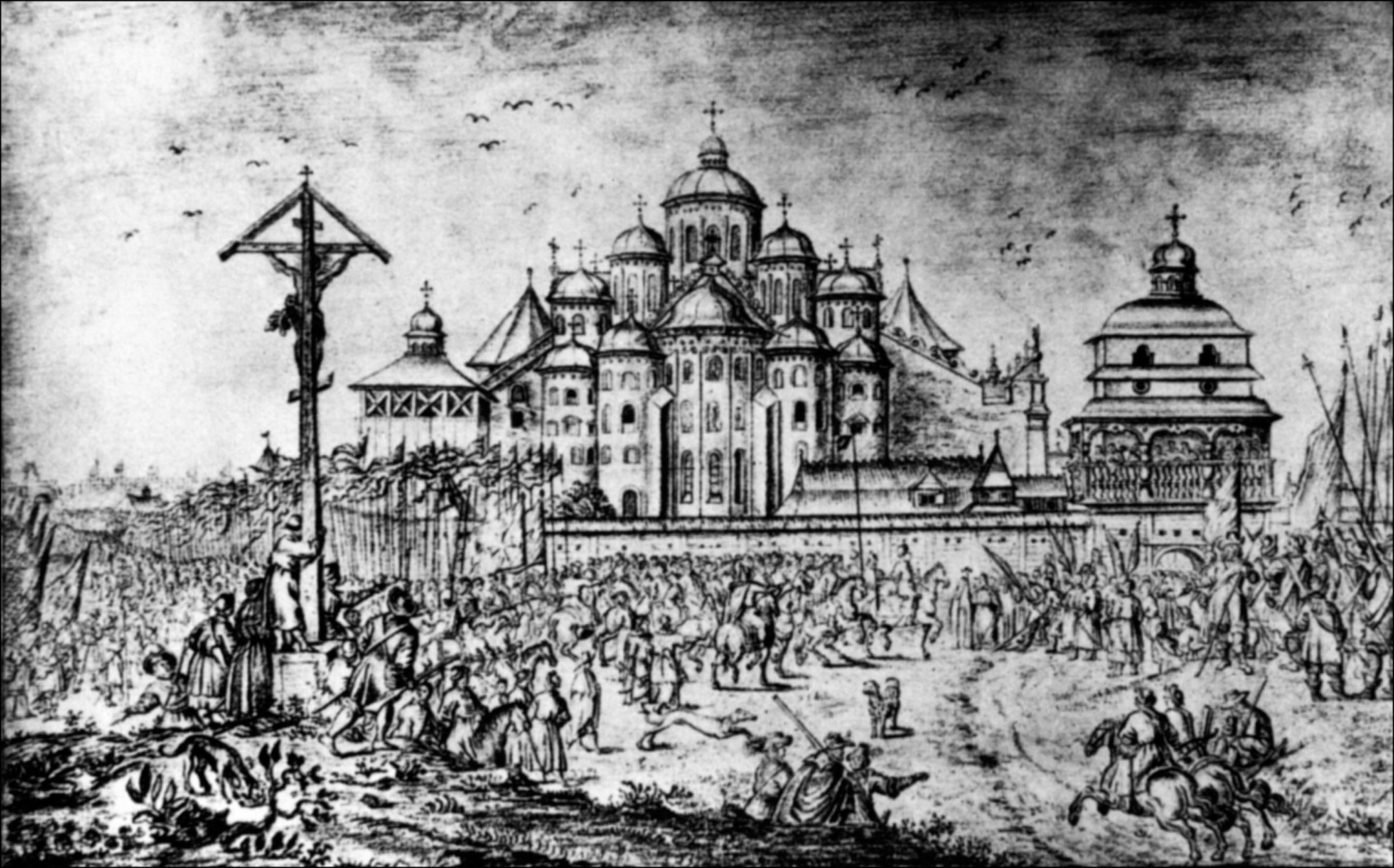
Софійський собор у 1651 році. Рисунок Абрагама ван Вестерфельда

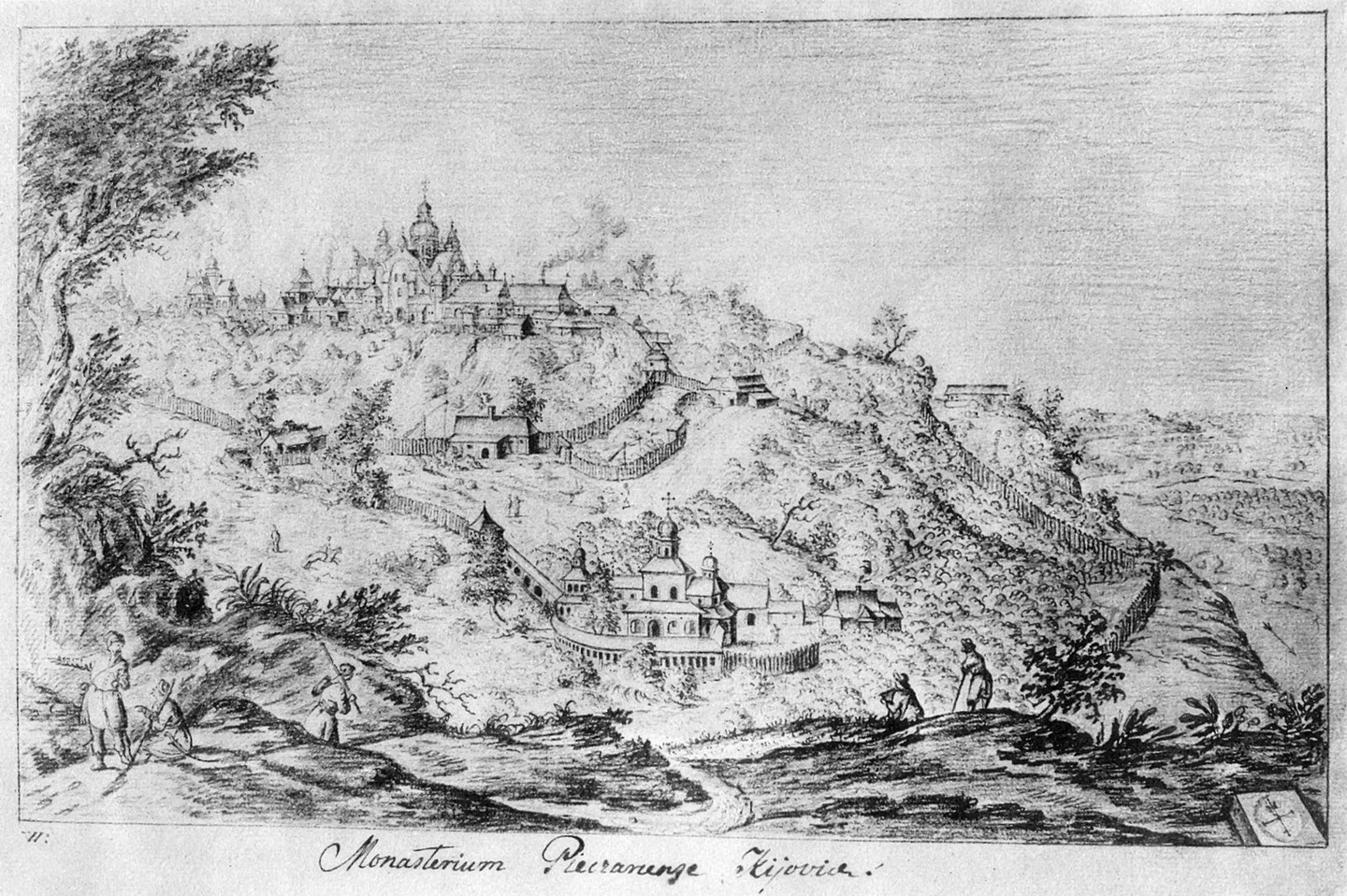
Печерський монастир у XVII столітті на рисунку Абрагама ван Вестерфельда

### Софійський монастир
Софійському монастиреві належала чимала територія у Верхньому місті. 1586 року з дозволу воєводи князя Острозького поблизу монастиря була заснована слобода. На чолі слободи стояв війт. Після переходу внаслідок Берестейської унії монастиря до унійного митрополита, між ним та замковим урядом у 1612—1619 рр. тривали судові суперечки за право підпорядкування слободи. 1633 року Софійський монастир перейшов під юрисдикцію православного митрополита. Привілеєм 8 листопада 1639 року король Владислав IV на прохання митрополита Петра Могили біля монастиря дозволив заснувати містечко з наданням магдебурзького права і права пропінації, збудувати замок, запровадити 2 щорічні ярмарки на день Св. Софії і Вознесіння. Проте цей задум не був здійсненим.

### Інші православні монастирі
Михайлівському Золотоверхому монастирю, що розташовувався у Верхньому місті з 1560 року належали острів Обрубний з озерами Петриковим і Плоським за Дніпром, землі на правому березі у гирлі річки Либідь, а також села Лісківці, Товстолісся. У 1609—1630 монастир належав до юрисдикції унійного митрополита. Землі Кирилівського монастиря лежали за річкою Сирець. Печерський монастир мав статус окремого містечка, що мало право на самоврядування і незалежність від воєводи. Монастиреві належали також кілька сіл поза містом. Землевласниками також були Михайло-Видубицький і Пустинно-Микільський монастирі.

## Самоврядування і Магдебурзьке міське право
Імовірно, органи міського самоврядування в Києві тієї доби були продуктом історичного розвитку київської міської громади ще з часів Київської Русі. Офіційне надання місту магдебурзького права литовською владою лише узаконило історичне звичаєве право. Як і скрізь у середньовічній Європі, правову основу розвитку Києва, розширення прав міської громади становили привілеї, які надавали місту великі князі литовські у 1494, 1498, 1502, 1514, 1516 й подальших роках. Наприкінці 1480-х років у Києві існував уряд війта, який мав такі функції і компетенції: нагляд за дотриманням порядку в місті, дбання про його пожежну безпеку.
Привілей 1494 року Олександра Казимировича за відсутності окремої міської юрисдикції — війт мав обмежені адміністративні функції і не мав судової влади — регламентував права й обов'язки мешканців міста.
Привілей 1498 року надав мешканцям Києва магдебурзьке право. У Києві оформилась окрема міська юрисдикція. Населення міста поступово переходило з-під влади і судової юрисдикції воєводи до нової міської влади з війтом на чолі. Мешканці, що проживали в межах міської юрисдикції, мали сплачувати загальноміські збори.
Значний вплив на розвиток міської громади мав привілей Сигізмунда Августа 28 травня 1570 року, що значно розширював права київської громади в обрання війта.
Кримінальне судочинство в місті належало до компетенції війта, який очолював судову колегію — лаву. Війт мав заступника — леонтвійта, або підвійта — зазвичай обраного з-поміж старших лавників. Привілей 28 травня 1570 року надавав право київській громаді обирати чотирьох кандидатур на війта для дальшого затвердження однієї з них королем. Це право поширилось на українські міста після укладання Люблінської унії 1569 року й запровадження на українських теренах адміністративних порядків за польським зразком. Лава складалася з 5 лавників (на кін. XVI — першу половину XVII століття). Зазвичай до лави обирали цехових майстрів магдебурзької юрисдикції строком на 1 рік.
Найвищим органом міського самоврядування була рада, яку очолював бурмістр. Рада управляла міським майном, репрезентувала місто у зовнішніх відносинах. Здійснювала цивільне судочинство справи, що стосувалися спадщини, майна, податків, благоустрою міста тощо. В останній третині XVI — першій половині XVII століття Київ мав типову модель міської влади на магдебурзькому праві. Щороку поспільство обирало міський уряд — Нову раду, яка складалась із 4 правлячих радців, які по черзі виконували функції бурмістра. Після закінчення строку перебування радців на уряді, вони вважалися радцями Старої ради, мали деякі повноваження і брали участь у засіданнях Нової ради. Окремим радцям магістрат надавав функції шафарів — осіб, відповідальних за міську скарбницю. З-поміж радців і лавників визначали поборників для збирання податків.
З кінця XVI століття поширеними були спільні засідання двох колегій — ради і лави. У разі потреби збиралися весь чинний та попередній уряди, разом із представниками міської громади.
У судовій практиці Києва використовувались різні латиномовні і польськомовні правничі збірники. Зокрема праці польського правника Бартоломея Ґроїцького: «Артикули магдебурзького права, яке називають Саксонське Зерцало, перекладене з латинської мови на польську» (Краків, 1558), в основі якого були переклади з німецьких законодавчих збірників, «Порядок міських судів у Короні Польській» (Краків, 1559), «Порядок судів про покарання смертю», в основі якого лежав німецький кодекс кримінального права Карла V 1532 року. Звичайною мірою покарання в Києві були штрафи і позбавлення волі в міській в'язниці. На відміну від коронних міст тортури і смертна кара застосовувались рідко. За зраду міській присязі застосовувалась «інфамія», що тягла за собою позбавлення міського громадянства і вигнання з міста.

### Міська печатка і герб
Найстаріше зображення герба міста Києва в кольорі міститься в гербовнику Конрада Ґрюненберґа з 1480 року.
З виникненням органу самоврядування — Міської ради — вона дістає печатку для засвідчення документів. У середньовіччі правової сили документам надавала печатка із зображенням міського герба, якою акт засвідчував відповідний урядник.
Дослідник київських печаток Кость Антипович встановив кілька типів таких печаток, перший з них датований 1500 роком. Герб міста на ній являв собою заокруглений щит із луком та стрілою (чи двома стрілами), який натягують дві висунуті з хмари руки.
На печатці 1630 року в гербі вже немає хмари, лук видозмінюється в розташований «у стовп» (тобто вертикально) арбалет, який тримає одна рука. Такий трансформований символ маємо на всіх інших київських міських печатках до 1780 року.

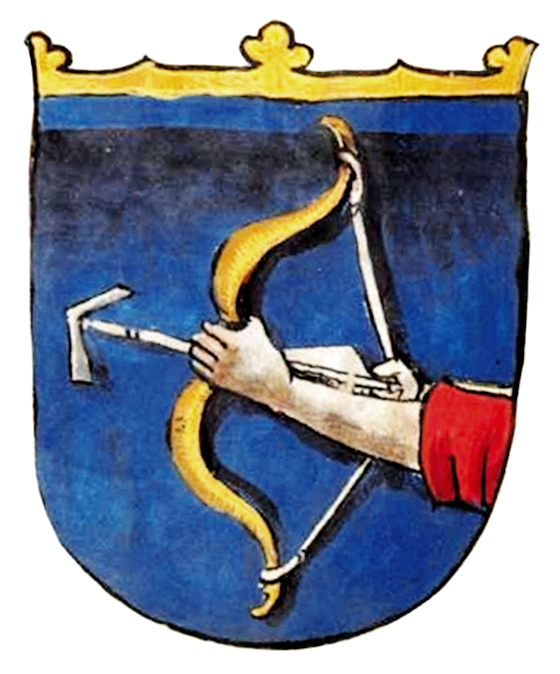
Герб Києва у гербовнику Конрада Ґрюненберґа (1480)
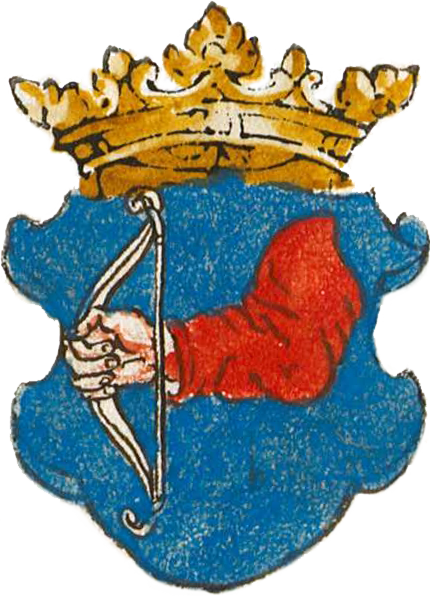
Герб Києва у німецькому гербовнику першої половини XVI століття
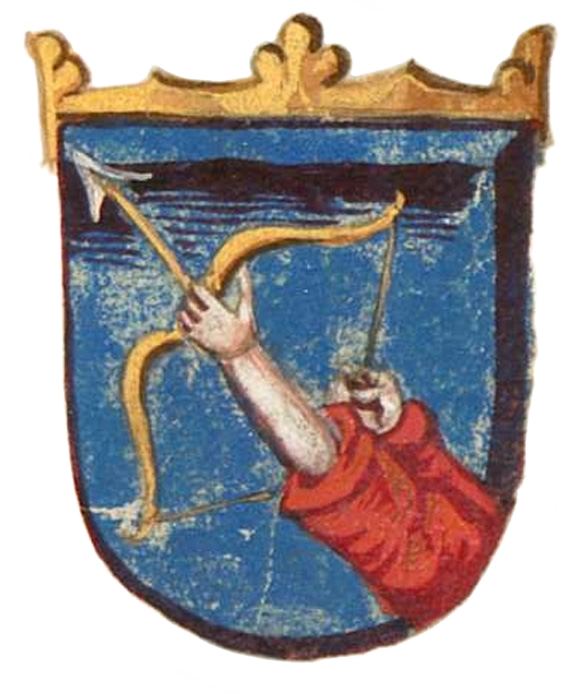
Герб Києва у гербовнику Георга Ортенбурга (1602—1604)
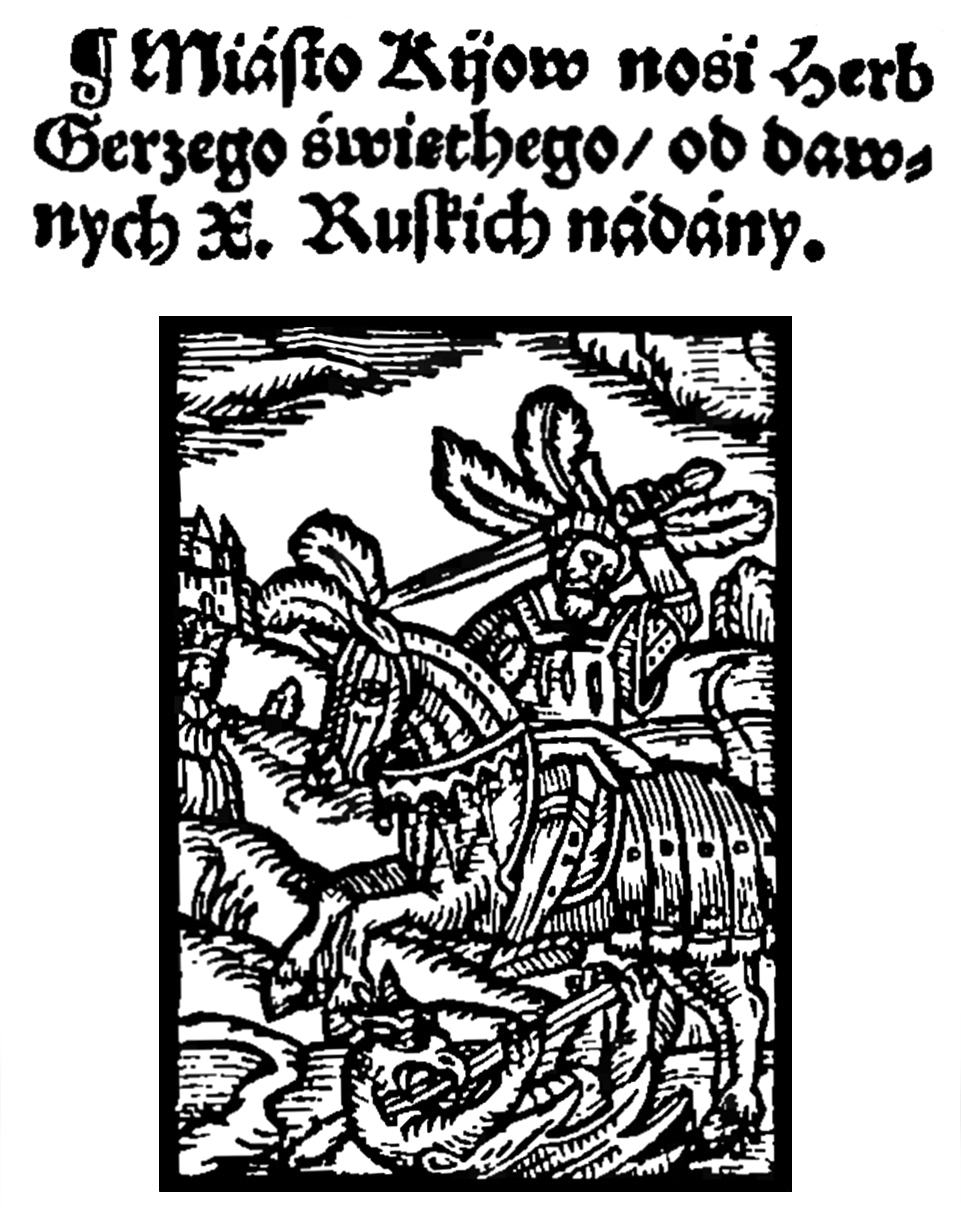
Герб Києва зі святим Юрієм (1578)
Печатка магістрату (після 1550)

## Населення
За кількістю населення Київ вважався середнім містом Речі Посполитої. Попри епідемії чуми, напади татар, протягом XVI — XVII століть вона невпинно зростає. За даними ревізії Київського замку 1552 року на Подолі нараховувалось 173 міщанських «дими», які перебували під магістратською юрисдикцією, що приблизно становить 1038 осіб. За даними тієї ревізії під замковою юрисдикцією на Подолі і ділянках, прилеглих до Замкової гори налічувалось 158 «димів» — це приблизно 948 чоловік. Ревізія 1552 року фіксує 43 «жовнірські доми в місті», що переважно належали полякам. 1552 року нараховувалось 16 димів підданих київського біскупа, це близько 100 осіб. За даними ревізії чисельність вірменської громади становила бл. 230 осіб.
Поборовий реєстр Києва 1571 року фіксує значне збільшення населення міста. Кількість міщанських «димів» зростає до 327 — це близько 1960 осіб), кількість «димів» замкових міщан зросла до 187 (бл. 1122 осіб). Зменшується кількість жовнірів, поборовий реєстр 1571 року фіксував 21 військового. До 1571 року вдвічі збільшується кількість підданих київського біскупа.
| Рік         | Населення           |
| 1552        | 4 500               |
| 1571        | 6 000 — 6 500       |
| 1622        | 10 500 — 11 000     |
| кін. 1640-х | бл. 12 000 — 13 000 |

За ревізією 1552 року на Подолі нарахували 450 будинків різних юрисдикцій, загальна кількість мешканців Києва становила близько 4,5 тисячі. 1571 року кількість будинків усіх юрисдикцій на Подолі становила бл. 655 (це 3930 чол.), у Печерському містечку і Верхньому місті майже 300 (це бл. 1800 чол.) Отже загальна кількість населення Києва в 1571 році становила близько 6—6,5 тис. осіб. За даними люстрації Київського воєводства 1628 р. в Києві було бл. 1720 будинків, що становило приблизно 10,5—11 тис. осіб.
За даними переписів населення, переважну кількість населення Києва XIV — середини XVII століття складало місцеве українське населення: майже всі імена та прізвища були типово українськими. Українська мова була розмовною в місті. Багато в Києві мешкало білорусів. Частину населення складали поляки, їх кількість почала зростати в другій половині XVI століття. В районі теперішньої Львівської площі з другої чверті XVII століття почала зростати кількість єврейського населення.

### Вірмени
Вірменська громада мала відокремлену територію довкруги церкви Різдва Богородиці, яка стояла на Хрещатицькій вулиці, що вела від однойменної брами на півдні до Ринкової площі. Тепер на місці цього храму — Покровська церква кінця XVII—XVIII століття. 1622 року в Києві, на Подолі, мешкали вісім вірменських родин, серед них — шляхтич Федір Халепський (Солтанович) та міщанин і урядовець магістрату Василь Курцевич. Вірмени переважно вели східну торгівлю, уряд охоче призначав вірмен товмачами — поліційними урядовцями, які були перекладачами, а також таємно наглядали за чужинцями, які прибували до Києва. Громада мала право на володіння нивою і млином на річці Сирець, двома корчмами і дворищами біля власної церкви. Київські вірмени підлягали двом юрисдикціям. Після прийняття унії громада була підпорядкована раді вірменських старійшин Львова. 1633 року король Владислав IV передав майно церкви Київському магістратові.

### Козаки
Козацтво було важливим чинником у житті Києва. Козацькі двори розміщувались під замковою і магістратською юрисдикціями. Наприкінці XV — XVI століттях козаки мирно співіснують у Києві. Козаки-уходники, що займалися здобичницькими промислами (бджільництвом, мисливством, рибальством), влаштовувались на подвір'ях у киян. Київські козаки згадуються також у ролі «степових піратів», що грабували купецькі каравани. Козацтво відігравало важливу роль у колонізації південних земель країни і в протистоянні з кочовиками. Наприкінці XVI століття збіднілі мешканці міста стали джерелом для поповнення реєстрового і низового козацтва. З кінця XVI століття стосунки київської громади з козаками ускладнились. Київ опинився у виру повстання низових козаків під керівництвом Криштофа Косинського 1593 року. У відповідь на арешти і жорстокі тортури козацьких посланців, що їх вчинили замкові урядники, повстанці облягли Київ. Місцева шляхта, яка в цей час у Києві зібралася на судові рочки, послала на переговори з козаками делегацію. Проте козаки рушили до Києва всім військом, де в результаті переговорів козаки одержали грошову компенсацію і мирно покинули місто. Відносини київської міської громади з козаками під час повстання 1593 року мали напружений характер. На відміну від інших наддніпрянських міст київська еліта була лояльнішою до офіційної влади. 1596 року Київ опинився у виру повстання Северина Наливайка. Після поразки повстання кілька років тривала конфіскація козацького майна у Києві, зокрема конфіскували 11 будинків козаків. Починаючи з другого десятиліття XVII століття, відбуваються конфлікти міської громади з козаками через майже щорічні козацькі постої. Після польсько-московської війни 1617—1618 Київ постійно перебував під впливом козацтва.

## Економіка
Ординська навала середини XIII століття перервала економічний розвиток Києва. Найбільшої шкоди зазнало ремісниче виробництво міста. Багато майстрів загинуло або втекло до Галицько-Волинського князівства — була втрачена майстерність, що передавалась у спадок з покоління в покоління. Нові майстри переважно походили з сільської місцевості периферійних містечок. Зі стабілізацією політичного становища на теренах Київщини після приєднання цих земель до Великого князівства Литовського, а головно в часи правління київських князів Олелька (1440—1455) і Семена Олельковича (1455—1470) Київ відновлює статус центру ремісництва, місцевої й міжнародної торгівлі регіону. Володимир Ольгердович заснував у замку монетний двір, де карбував власну монету.

Фото та прорисовка сторони зі знаком (аверс) монети князя Володимира Ольгердовича

Ремісництво і торгівля зосереджувалась переважно на Подолі. Київські ремісники були об'єднані у цехові організації. Уся діяльність цехів суворо регламентувалась статутами. Майстри тримали підмайстрів та учнів. У місті існували також позацехові, неорганізовані ремісники — «портачі». У XV столітті в Києві були такі ремісничі спеціалізації: теслярі, столярі, ковалі, лучники та стрільники, чоботарі, кравці, шевці, кушніри, золотарі, винники, постригачі (цирюльники), різники, пекарі, римарі, конвісари, сідляри. Були поширені серед киян також промисли, зокрема, рибальство — рибалки об'єднувались у цех, промислове полювання хутрового звіра, мірошництво тощо. Містяни вели також сільськогосподарську діяльність, багато хто мав сади, городи, худобу. Сіножаті, потрібні для худоби, лежали переважно на Оболоні (куди вела вул. Бидлогінна, або Волоська), луках біля неї, на лівому березі Дніпра.
Місцеву торгівлю провадили «перекупні», які купували вироби в ремісників, продукти в селян і продавали на ринку, де вони мали свої місця. «Перекупні» імовірно були об'єднані у свій цех. Основними продуктами ремісництва були здебільшого вироби повсякденного вжитку. Продукти харчування — хліб, м'ясо, риба, птиця, яйця, сир, фрукти, овочі. Також із сіл привозили сіно й солому, дрова, деревне вугілля, будівельний ліс тощо.
Розташування Києва на схрещенні важливих торговельних шляхів, що пов'язували Західну та Східну Європу, Балкани, Близький Схід, а також давні традиції участі в міжнародній торгівлі дали змогу йому поновити статус великого центру міжнародної торгівлі, що був утрачений у зв'язку з ординською навалою. У Києві була одна з головних митниць Великого князівства Литовського, яка займала одне з провідних місць за обсягом митних зборів у державі. З огляду на наявність річок Дніпра, Прип'яті і Десни, що сходяться в районі Києва, Київ став основним центром зібрання східноєвропейських купців у каравани для вирушання до Криму, Туреччини, Балкан, Близького Сходу. Через київський ринок здійснювався український експорт продуктів бортництва — меду й воску, а також хутра до Молдови, Балкан і Константинополя. У Києві продавався середньонаддніпрянський, волинський і подільський хліб, а також хутряні вироби Кримському ханству. Велике місце в київській торгівлі посідала сіль, яку привозили з Коломиї і причорноморських лиманів. Широкі торговельні зв'язки підтримувались із московськими і білоруськими містами. На київському торгу продавались татарські і турецькі коні. Важливим рядком київської транзитної торгівлі були східні товари — прянощі, вина, шкіряні вироби, перські килими, різноманітна тканина. Із Києва закордон везли також ремісничі вироби: шапки, пояси, ножі, мечі, замки, вироби київських ювелірів. Цінувались київські луки й стріли до них.
Привілеєм 29 березня 1514 року, що його видав Сигізмунд I Києву надавалось право на проведення двох щорічних ярмарків — Богоявленського (6 січня) і на Різдво Богородиці (8 вересня), з 1592 року на Св. Юрія (23 квітня, замість Богоявленського). Надавалось право на шинкування медом, пивом, вином тощо. За цим привілеєм містяни мусили сплачувати до королівської скарбниці загальнодержавний податок на військові потреби. Привілей 12 січня 1516 року підпорядковував ремісничі цехи міській юрисдикції. Привілей Сигізмунда II 8 березня 1544 року надавав київській міській громаді важниці з правом збору «вагового».
Привілей Олександра Ягеллончика від 4 червня 1500 року гарантував киянам право на безмитну торгівлю в межах держави. У привілеї 1516 року згадується право складу для киян, що зобов'язувало приїжджих купців протягом визначеного часу продавати на гурт свої товари місцевим купцям. Пізніше в Києві для такої торгівлі звели гостинний двір (уперше згадується 1584 р.). Дорожній примус зобов'язував купців перевозити товари шляхами через складські міста. Одним із найважливіших прав, що давало найбільші прибутки — право на монопольне шинкування скрізь у місті, зокрема на замку і в монастирях. За це право містяни сплачували щорічний податок до королівської скарбниці. Привілей 3 липня 1627 року надавав киянам монопольне право продажу зерна і продуктів приїжджим купцям у місті.

## Культура
Навала хана Батия призвела до зменшення кількості і якості створюваних у Києві пам'яток мистецтва. Втрачена більша частина майстрів. Загинули, втекли, взяті в полон досвідчені іконописці, мініатюристи, переписувачі книжок, різьбярі та ін.

### Книгописання і книгодрукування

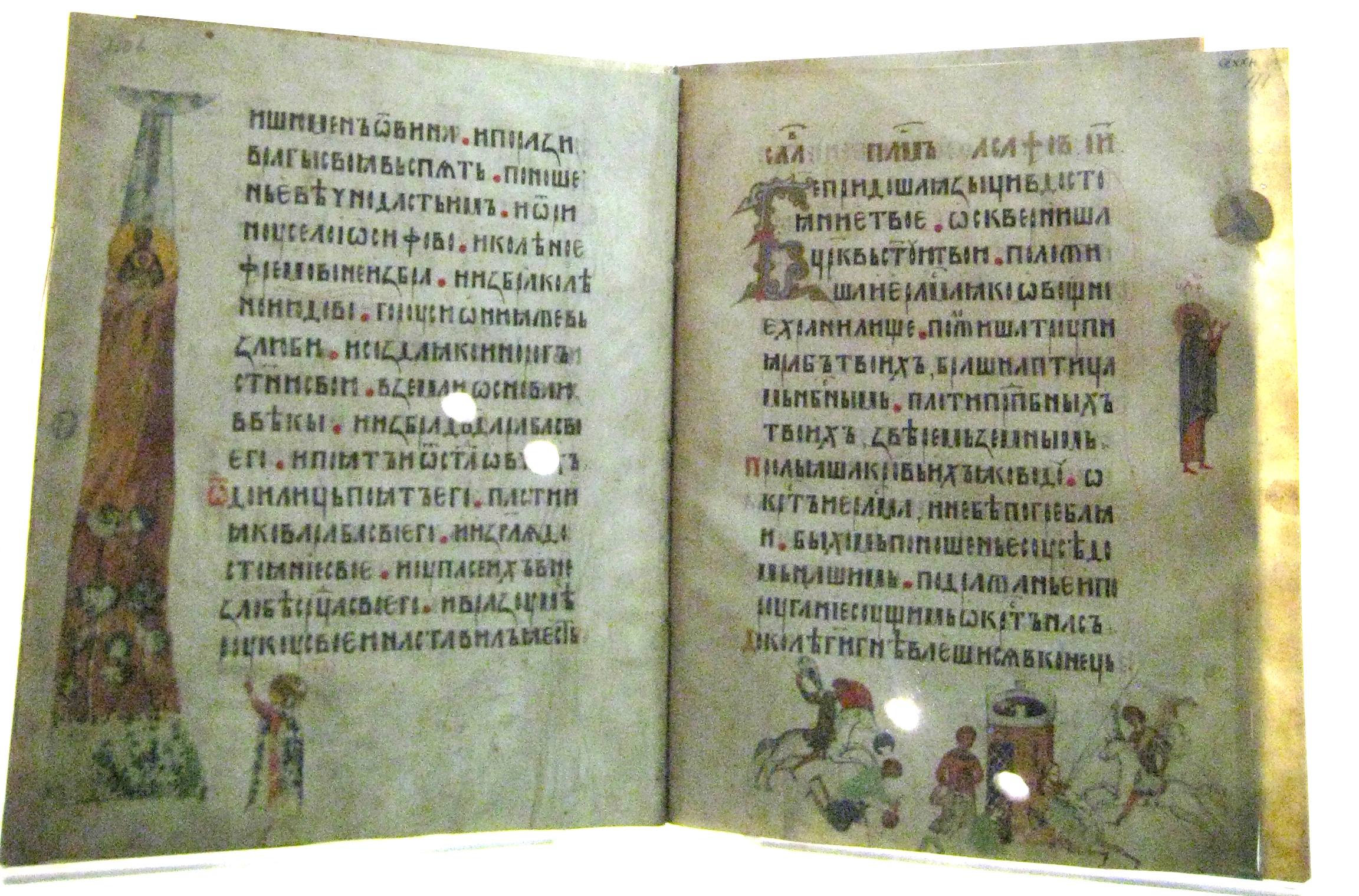
Київський Псалтир

У литовсько-польський період у Києві продовжувалося книгописання, яке відновилося ще у другій половині XIII століття. До київських книг XIV століття належать Євангеліє Апракос «Лаврський», у якому виділяються яскраві ініціали, заставки, заголовки, а також Євангеліє XIV ст., що збереглося лише фрагментарно. Видатною пам'яткою мистецтва того періоду є написаний 1397 року чудово ілюстрований Київський Псалтир — пергаментний рукопис великого формату на 229 аркушах. Наприкінці XIV — першій половині XV століття у Києві письменники, організатори книжкової та літописної справи Кіпріан та Григорій Цамблак створювали різні писемні твори: грамоти, «слова», послання, проповіді тощо.
Наприкінці XIV — початку XV ст. виникли дві нові редакції Києво-Печерського патерика — Арсеніївська і Феодосіївська. У 1460—1462 роках крилошанин Печерського монастиря Касіян створює ще дві нові редакції Патерика, основані безпосередньо на Найдавнішій. У XVII ст. створюються вже друковані редакції: 1635 року Сильвестра Косова, Йосипа Тризни (1647—1656), 2-га Друкована редакція 1661 року та інші.

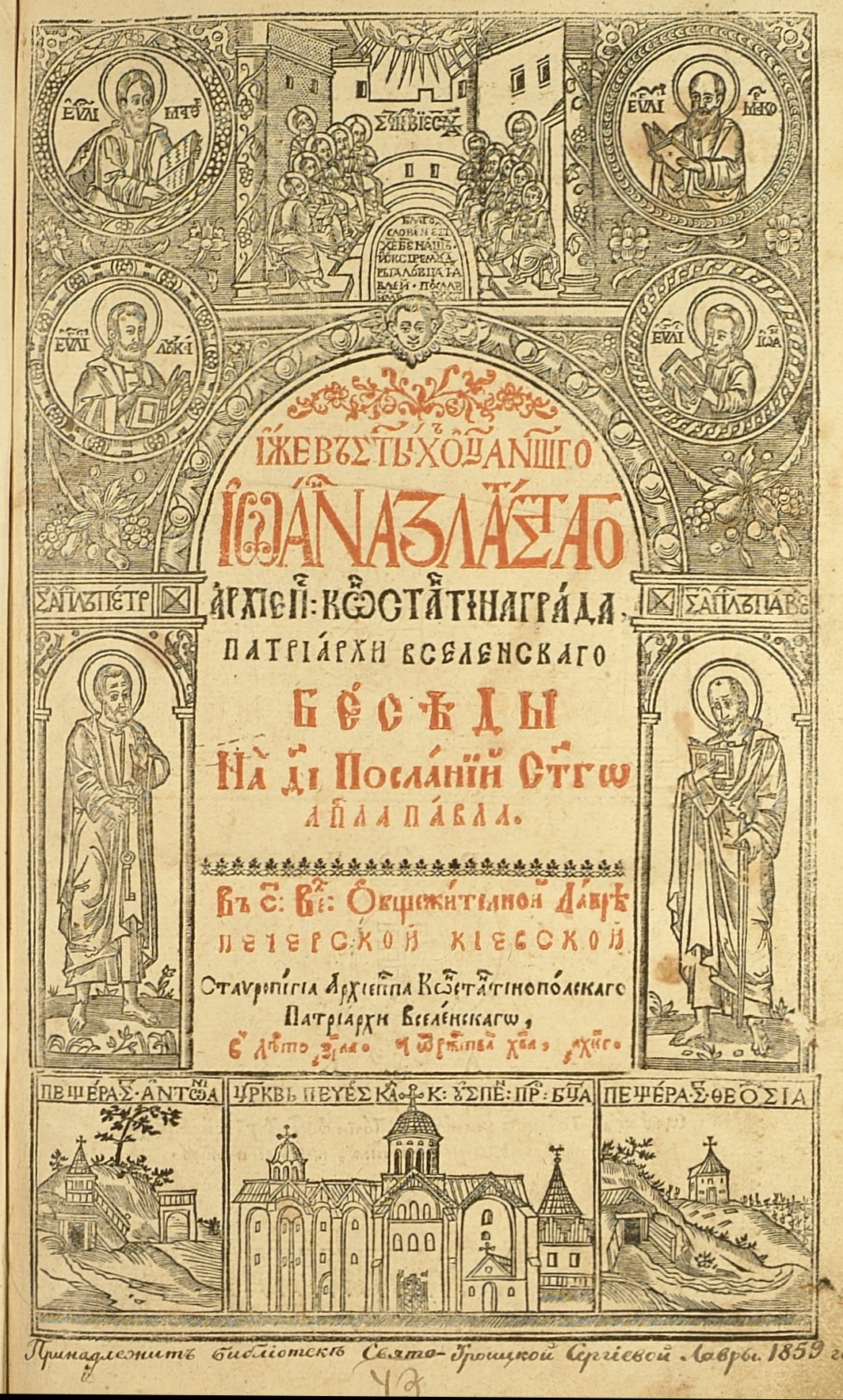
Титульна сторінка з книги «Бесіди Іоана Златоуста». 1623 р.

На початку XV століття в майстерні Пустинно-Микільського монастиря створюється ще одна пам'ятка книгописання — Євангеліє. Також створені в цьому монастирі на початку XVII століття «Скитський Патерик» і «Лествичник». Відомі також книги, переписані в Печерському монастирі, — «Толкове Євангеліє» (1434), «Ліствиця» (1455), «Златоструй» (1474), «Патерик Печерський» (1553). Збереглась створена в Софійському монастирі Кормча Києво-Софійського собору другої половини XV століття.
1615 року в Печерському монастирі заснована друкарня. На потребу типографії її засновник, архімандрит монастиря Єлисей Плетенецький, організував виробництво паперу в Радомишлі. Друкарня спеціалізувалась на виданні церковнослужбової, богословської, а також світської — навчальної та полемічної літератури. В процесі діяльності типографії довкола неї утворився науково-літературний гурток з учених, письменників, знавців друкарської справи. Діяльність друкарні почалася з видання в 1616 році «Часослова». У Києві кількома виданнями видавалися «Служебник», «Псалтир», «Номоканон», «Тріодь», «Акафіст» та ін. Київська лаврська друкарня видала богословські твори Іоана Златоуста — «Бесіди Іоана Златоуста на 14 Послань Св. ап. Павла» (1623) та «Бесіди Іоана Златоуста на Діяння Св. апостолів» (1624). Велику популярність мало «Євангеліє учительське» (1637) — вибрана з творів Іоана Златоуста збірка повчань на недільні дні. Також тут вийшли друком «Часослов», 1632 року — «Євхаристіон», панегірик, піднесений Петрові Могилі. Видання печерської друкарні вирізнялись високою поліграфічною технікою.
Поряд із друкарнею Печерського монастиря 1620-х роках у Києві діяли приватні друкарні Тимофія Вербицького і Спиридона Соболя.

### Освіта
У другій половині XVI — першій половині XVII століття освіта в Києві, так само як і в інших українських містах, організовувалась у школах при церквах і монастирях. Зокрема згадується школа при Михайлівському монастирі. Вочевидь вони також були при Печерському та інших монастирях і храмах міста. В них діти навчалися читати, писати, рахувати і співати.

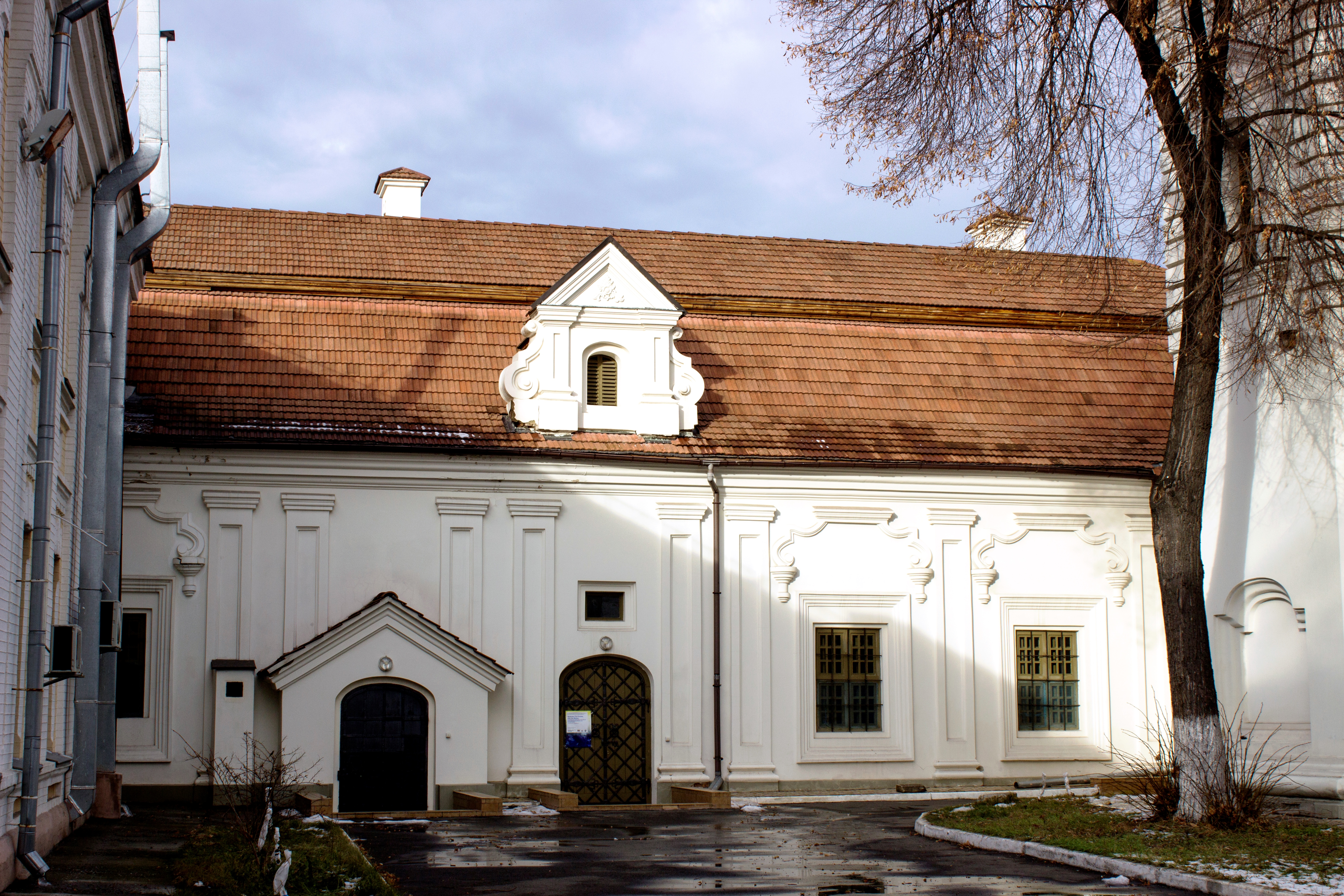
Будинок Галшки Гулевичівни. 1615 року Галшка Гулевичівна надала цю будівлю та земельну ділянку при ній для заснування Братської школи, шпиталю та монастиря.

1615 року київські містяни, шляхта, духівництво організували братство і школу при ньому. Київська братська школа складалась із 5 класів. До програми школи входило вивчення предметів «семи вільних наук» — граматики, риторики, діалектики, арифметики, астрономії і музики. Значна увага до вивчення грецької і церковнослов'янської мов визначала її як «греко-слов'янську». Діяльність Київської та інших братських шкіл спиралась на статут Львівської школи «Порядок шкільний» (1586). 1631 року Петро Могила засновує при Печерському монастирі нову школу на взірець латинсько-польських колегій. Від братської школи вона відрізнялась передусім тим, що тут велику увагу приділяли вивченню латинської мови. Програма школи відображена в панегірику «Євхаристіон». Заснування лаврської школи спричинило занепокоєння містян, які боялися можливого занепаду братської школи.
Унаслідок компромісу 1632 року дві школи об'єднано й утворено «Могилянську» колегію, яка являла собою навчальний заклад вищого типу. У 1630—40-х роках складався з 7 класів-шкіл. В нижніх з них — фарі (підготовчому), інфимі, граматиці, синтаксимі вивчались граматика церковнослов'янської, руської (староукраїнської), латинської, польської і грецької мов. У середніх — викладались риторика й поетика, у вищих — філософія та богослов'я. Курс навчання був 12-річний. Навчання, подібно до всіх західноєвропейських шкіл, мало схоластичний характер і відбувалось переважно латинською мовою.
Київ мав сталі зв'язки з багатьма центрами науки і просвіти Західної і Центральної Європи. Чимало киян здобували освіту в провідних тогочасних університетах. Їхні імена зафіксовані у списках Падуанського, Болонського, Паризького університетів, університетів деяких німецьких міст. Найбільше київських студентів навчалося в Празькому, Краківському університетах, а також в Сорбонні.

### Архітектура і мистецтво
Протягом XIV — початку XVI століть спостерігається прагнення до відновлення архітектурних форм домонгольської Русі. Зокрема при реставрації наприкінці XIV ст. собору Михайлівського Золотоверхого монастиря, а в 1470 р. Успенського собору Печерського монастиря. Відновлюється в Києві також оригінальне кам'яне будівництво. Поряд із сучасним Боричевим узвозом археологи виявили залишки кам'яної церкви, яку датують XIV — початком XVI століття. Підлога споруди зроблена з глазурованих плиток, знайдені фрагменти фрескового розпису.
Близько 1610 року на Подолі зводиться мурований костел Св. Миколая Домініканського монастиря. Тринавна шестистовпна базиліка була в пізньоготичному стилі. Мала характерні для цього стилю нервюрні склепіння, стрільчасті вікна і високі стрільчасті трикутні фронтони на західному та східному фасадах.
В 30-ті рр. XVII століття в Києві відновлювались Софійський, Успенський і Михайлівський собори, Успенський собор на Подолі, церква Спаса на Берестові, Кирилівська церква.

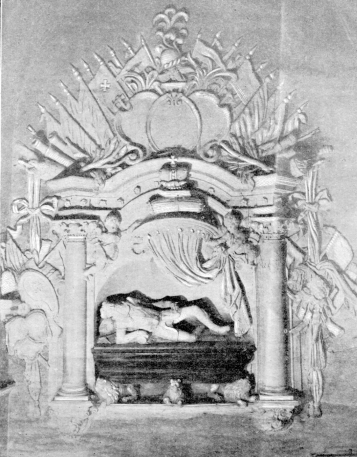
Надгробок князя Костянтина Острозького в Успенському соборі Печерського монастиря (втрачений, фото 1900 р.)

Домонгольські традиції відновлювались і в київській скульптурі. Збереглися три білокам'яні поліхромні рельєфи, виконані для відбудованого 1470 року Успенського собору, які розміщувались на фасаді центральної апсиди. Середній рельєф — це зображення Богородиці Оранти, а два бокових — фігури засновників Печерського монастиря Антонія і Феодосія.
Існували також різні галузі художнього ремесла і мистецтва. Створювались фрескові розписи у відновлюваних церквах і соборах Києва. Створювались ікони, вироби художньої металопластики, зокрема Печерська художня майстерня виготовляла енколпіони-квадрифолії. Збереглися графіті цього періоду на стінах Софійського собору.
З поширенням ренесансних ідей гуманізму розвивається мистецтво живопису та іконопису. У XVI — XVII століттях лики святих набувають рис реальних людей, пейзаж скидається на ландшафт, ікони сповнені ліризму. Дослідники вважають, що була київська школа живопису, однак з огляду на історичні обставини більшість творів не збереглося. В цей період київські художники створили ікони «Миколая Мокрого» (Софійський собор), «Ігорівська Богоматір» (Успенський собор), «Різдво Богородиці» (тепер міститься в місті Іванків Київської області). Розвивається жанр портрету в українському живописі. Київські храми прикрашали орнаментальним різьбленням по дереву і каменю, зокрема при створенні іконостасів. З пам'яток скульптури відомий надгробок Костянтина Острозького на місці поховання князя в Успенському соборі Печерського монастиря. З поширенням книгодрукування розвивається мистецтво книжкової гравюри.